# Agarra a Música
 (mars 2017).
Agarra a Música est une émission de télévision de divertissement de la chaîne privée portugaise SIC présentée par Cláudia Vieira et João Paulo Rodrigues. Le programme consiste en un quiz musical du prime time ayant lieu le dimanche. La première émission a lieu le 15 janvier 2017.
Le programme est inspiré par le format original de Fremantle Media, Cue the Music.

## Format
Chaque semaine, dans une confrontation mettant en scène des connaissances et talents musicaux, deux équipes de célébrités s'affrontent dans le but d'obtenir le plus grand nombre de points. La musique représente toujours un thème musical présenté par des spectacles en direct, des vidéos ou des jeux. Chaque fois qu'une question est posée aux équipes, des pistes lumineuses de différentes couleurs s'allument, chaque ligne correspondant à une réponse donnée. Quatre réponses sont proposées pour chaque question, mais une seule est correcte. Un sol tactile permet alors aux participants de choisir leur réponse avec le pied, faisant lever les célébrités de leurs chaises tour à tour, et met tout le monde en mouvement. Le plus rapide à choisir une réponse gagne des points si sa réponse est correcte.

## Production

### Présentateurs/Hôtes
En plus de présenter et participer au programme, les présentateurs (ou hôtes) incarnent diverses "légendes" de la musique comme Axl Rose, Katy Perry, Amy Winehouse, ou Sia tout au long de l'émission.

### Capitaines
Chaque équipe a un capitaine fixe, qui rejoint les deux autres concurrents. Les deux concurrents changent à chaque émission. Les capitaines sont Luciana Abreu et Rui Unas.

## Émissions
| N.° d'émissions | Équipe        | Équipe    | Points totals | Invités | Invités | Incarnations         | Incarnations |
| N.° d'émissions | Capitan       | Victoires | Points totals | Équipe  | Musical | Incarnations         | Incarnations |
| --------------- | ------------- | --------- | ------------- | ------- | ------- | -------------------- | ------------ |
| 9 émissions     | Luciana Abreu | 3         | 1259          | 36      | 16      | Cláudia Vieira       | 5            |
| 9 émissions     | Rui Unas      | 6         | 1425          | 36      | 16      | João Paulo Rodrigues | 4            |

### 1reémission
|         | Date            | Équipe        | Équipe                                                     | Équipe | Thèmes                                                                   | Invités musicales                                                  | Incarnation          | Incarnation   | Référence |
| Capitan | Date            | Invités       | Points                                                     |        | Thèmes                                                                   | Invités musicales                                                  | Incarnation          | Incarnation   | Référence |
| ------- | --------------- | ------------- | ---------------------------------------------------------- | ------ | ------------------------------------------------------------------------ | ------------------------------------------------------------------ | -------------------- | ------------- | --------- |
| 1       | 15 janvier 2017 | Luciana Abreu | Pantalones Negros : - João Manzarra - Rita Ferro Rodrigues | 107    | 1. Hits de Rádio 2. Cinema 3. Anos 80 4. Novelas 5. Divas 6. Super Final | - Nelson Freitas - Bo Tem Mel; Miúda Linda - Kika Cardoso - I Knew | Cláudia Vieira       | Amy Winehouse | [ 1 ]     |
| 1       | 15 janvier 2017 | Rui Unas      | Hipster Team : - Inês Castel-Branco - Ricardo Pereira      | 117    | 1. Hits de Rádio 2. Cinema 3. Anos 80 4. Novelas 5. Divas 6. Super Final | - Nelson Freitas - Bo Tem Mel; Miúda Linda - Kika Cardoso - I Knew | João Paulo Rodrigues | Slash         | [ 1 ]     |

### 2eémission
|         | Date            | Équipe        | Équipe                                                 | Équipe | Thèmes                                                                                                 | Invités musicales                   | Incarnation          | Incarnation    | Référence |
| Capitan | Date            | Invités       | Points                                                 |        | Thèmes                                                                                                 | Invités musicales                   | Incarnation          | Incarnation    | Référence |
| ------- | --------------- | ------------- | ------------------------------------------------------ | ------ | --- | ----------------------------------- | -------------------- | -------------- | --------- |
| 2       | 22 janvier 2017 | Luciana Abreu | "Toma Toma": - Liliana Santos - Tiago Teotónio Pereira | 176    | 1. Músicas do séc. XXI 2. Anos 90 3. Boys Band 4. Viva o Brasil 5. Músicas On Fire 25px 6. Super Final | - Diogo Piçarra - Dialeto; História | Cláudia Vieira       | Sem encarnação | [ 2 ]     |
| 2       | 22 janvier 2017 | Rui Unas      | - Dânia Neto - José Mata                               | 137    | 1. Músicas do séc. XXI 2. Anos 90 3. Boys Band 4. Viva o Brasil 5. Músicas On Fire 25px 6. Super Final | - Diogo Piçarra - Dialeto; História | João Paulo Rodrigues | Conchita Wurst | [ 2 ]     |

### 3eémission
|         | Date            | Équipe        | Équipe                                            | Équipe | Thèmes                                                                                           | Invités musicales                                                     | Incarnation          | Incarnation    | Référence |
| Capitan | Date            | Invités       | Points                                            |        | Thèmes                                                                                           | Invités musicales                                                     | Incarnation          | Incarnation    | Référence |
| ------- | --------------- | ------------- | ------------------------------------------------- | ------ | ------------------------------------------------------------------------------------------------ | --------------------------------------------------------------------- | -------------------- | -------------- | --------- |
| 3       | 29 janvier 2017 | Luciana Abreu | Strada Louca : - João Paulo Sousa - Raquel Strada | 157    | 1. Grandes sucessos 25px 2. Duetos 3. Summer Hits 4. Baladas de amor 5. É só rock 6. Super Final | - António Zambujo - Zorro; João e Maria - Carolina Deslandes - Heaven | Cláudia Vieira       | Sem encarnação | [ 3 ]     |
| 3       | 29 janvier 2017 | Rui Unas      | Unas Louca : - Débora Monteiro - Diogo Valsassina | 117    | 1. Grandes sucessos 25px 2. Duetos 3. Summer Hits 4. Baladas de amor 5. É só rock 6. Super Final | - António Zambujo - Zorro; João e Maria - Carolina Deslandes - Heaven | João Paulo Rodrigues | Axl Rose       | [ 3 ]     |

### 4eémission
|         | Date           | Équipe        | Équipe                                                            | Équipe | Thèmes                                                                                                  | Invités musicales                  | Incarnation          | Incarnation | Référence |
| Capitan | Date           | Invités       | Points                                                            |        | Thèmes                                                                                                  | Invités musicales                  | Incarnation          | Incarnation | Référence |
| ------- | -------------- | ------------- | ----------------------------------------------------------------- | ------ | --- | ---------------------------------- | -------------------- | ----------- | --------- |
| 4       | 5 février 2017 | Luciana Abreu | Lucy in the Sky with Diamonds : - Mariana Alvim - Pedro Fernandes | 116    | 1. O amor está no ar 25px 2. Cantam juntos 3. De que país 4. A era do vinil 5. Rock tuga 6. Super Final | - Amor Electro - Rosa Sangue ; Sei | Cláudia Vieira       | Katy Perry  | [ 4 ]     |
| 4       | 5 février 2017 | Rui Unas      | Lordes : - Nilton - Joana Cruz                                    | 111    | 1. O amor está no ar 25px 2. Cantam juntos 3. De que país 4. A era do vinil 5. Rock tuga 6. Super Final | - Amor Electro - Rosa Sangue ; Sei | João Paulo Rodrigues | Slash       | [ 4 ]     |

### 5eémission
|         | Date            | Équipe        | Équipe                           | Équipe | Thèmes                                                                                | Invités musicales                                                                   | Incarnation          | Incarnation    | Référence |
| Capitan | Date            | Invités       | Points                           |        | Thèmes                                                                                | Invités musicales                                                                   | Incarnation          | Incarnation    | Référence |
| ------- | --------------- | ------------- | -------------------------------- | ------ | ------------------------------------------------------------------------------------- | ----------------------------------------------------------------------------------- | -------------------- | -------------- | --------- |
| 5       | 12 février 2017 | Luciana Abreu | - Diana Chaves - Nelson Rosado   | 175    | 1. Pista de dança 25px 2. Amor 3. Música francesa 4. Covers 5. Popular 6. Super Final | - ATOA - Faz Mais, Vive Mais - João Paulo Rodrigues - Teu - Matias Damásio - Loucos | Cláudia Vieira       | Ana Malhoa     | [ 5 ]     |
| 5       | 12 février 2017 | Rui Unas      | - Sérgio Rosado - Oceana Basílio | 187    | 1. Pista de dança 25px 2. Amor 3. Música francesa 4. Covers 5. Popular 6. Super Final | - ATOA - Faz Mais, Vive Mais - João Paulo Rodrigues - Teu - Matias Damásio - Loucos | João Paulo Rodrigues | Sem encarnação | [ 5 ]     |

### 6eémission
|         | Date            | Équipe        | Équipe                                         | Équipe | Thèmes                                                                                            | Invités musicales                               | Incarnation          | Incarnation    | Référence |
| Capitan | Date            | Invités       | Points                                         |        | Thèmes                                                                                            | Invités musicales                               | Incarnation          | Incarnation    | Référence |
| ------- | --------------- | ------------- | ---------------------------------------------- | ------ | ------------------------------------------------------------------------------------------------- | ----------------------------------------------- | -------------------- | -------------- | --------- |
| 6       | 19 février 2017 | Luciana Abreu | Show Makers : - Sara Matos - José Fidalgo      | 155    | 1. Música para ouvir no carro 25px 2. Reggae 3. Transportes 4. Angola 5. Casamento 6. Super Final | - C4 Pedro - Tu és a Mulher - Kika - ColorBlind | Cláudia Vieira       | Dançarina      | [ 6 ]     |
| 6       | 19 février 2017 | Rui Unas      | Terra-a-Terra : - Marisa Liz - Tiago Pais Dias | 191    | 1. Música para ouvir no carro 25px 2. Reggae 3. Transportes 4. Angola 5. Casamento 6. Super Final | - C4 Pedro - Tu és a Mulher - Kika - ColorBlind | João Paulo Rodrigues | Sem encarnação | [ 6 ]     |

### 7eémission
|         | Date            | Équipe        | Équipe                                          | Équipe | Thèmes                                                                                                 | Invités musicales      | Incarnation          | Incarnation    | Référence |
| Capitan | Date            | Invités       | Points                                          |        | Thèmes                                                                                                 | Invités musicales      | Incarnation          | Incarnation    | Référence |
| ------- | --------------- | ------------- | ----------------------------------------------- | ------ | --- | ---------------------- | -------------------- | -------------- | --------- |
| 7       | 26 février 2017 | Luciana Abreu | "Granda" jardas : - Miguel Costa - Mafalda Jara | 101    | 1. Happy songs 25px 2. Músicas ao sol 3. Bandas 4. Carnaval do Rio 5. Nomes de mulheres 6. Super Final | - Leandro (pt) - Louco | Cláudia Vieira       | Sem encarnação | [ 7 ]     |
| 7       | 26 février 2017 | Rui Unas      | - Mariana Norton - João Baptista                | 174    | 1. Happy songs 25px 2. Músicas ao sol 3. Bandas 4. Carnaval do Rio 5. Nomes de mulheres 6. Super Final | - Leandro (pt) - Louco | João Paulo Rodrigues | Sem encarnação | [ 7 ]     |

### 8eémission
|         | Date        | Équipe        | Équipe                                        | Équipe | Thèmes                                                                                       | Invités musicales                                                                   | Incarnation          | Incarnation    | Référence |
| Capitan | Date        | Invités       | Points                                        |        | Thèmes                                                                                       | Invités musicales                                                                   | Incarnation          | Incarnation    | Référence |
| ------- | ----------- | ------------- | --------------------------------------------- | ------ | -------------------------------------------------------------------------------------------- | ----------------------------------------------------------------------------------- | -------------------- | -------------- | --------- |
| 8       | 5 mars 2017 | Luciana Abreu | Hakuna Matata : - Tiago Aldeia - Sofia Arruda | 171    | 1. Top dos Tops 25px 2. Festa 3. Música Portuguesa 4. Ritmos do Mundo 5. Mães 6. Super Final | - Anselmo Ralph - Por favor DJ - Jimmy P. - Não tás a ver - Luciana Abreu - Tu e Eu | Cláudia Vieira       | Sem encarnação | [ 8 ]     |
| 8       | 5 mars 2017 | Rui Unas      | - António Camelier - Cecília Henriques        | 197    | 1. Top dos Tops 25px 2. Festa 3. Música Portuguesa 4. Ritmos do Mundo 5. Mães 6. Super Final | - Anselmo Ralph - Por favor DJ - Jimmy P. - Não tás a ver - Luciana Abreu - Tu e Eu | João Paulo Rodrigues | Sem encarnação | [ 8 ]     |

### 9eémission
|         | Date         | Équipe        | Équipe                                      | Équipe | Thèmes | Invités musicales            | Incarnation          | Incarnation    | Référence |
| Capitan | Date         | Invités       | Points                                      |        | Thèmes | Invités musicales            | Incarnation          | Incarnation    | Référence |
| ------- | ------------ | ------------- | ------------------------------------------- | ------ | --- | ---------------------------- | -------------------- | -------------- | --------- |
| 9       | 12 mars 2017 | Luciana Abreu | Os Blues : - Luís Garcia - Bárbara Lourenço | 101    | 1. Músicas de ontem e de hoje 25px 2. Música Espanhola 3. A solo 4. Cantam a dois 5. Tributo 6. Super Final | - April Ivy - Shut Up; Be Ok | Cláudia Vieira       | Sia            | [ 9 ]     |
| 9       | 12 mars 2017 | Rui Unas      | - Mariana Pacheco - Filipe Vargas           | 194    | 1. Músicas de ontem e de hoje 25px 2. Música Espanhola 3. A solo 4. Cantam a dois 5. Tributo 6. Super Final | - April Ivy - Shut Up; Be Ok | João Paulo Rodrigues | Sem encarnação | [ 9 ]     |

### 10eémission
|         | Date         | Équipe        | Équipe                                   | Équipe | Thèmes | Invités musicales        | Incarnation          | Incarnation | Référence |
| Capitan | Date         | Invités       | Points                                   |        | Thèmes | Invités musicales        | Incarnation          | Incarnation | Référence |
| ------- | ------------ | ------------- | ---------------------------------------- | ------ | ------ | ------------------------ | -------------------- | ----------- | --------- |
| 8       | 19 mars 2017 | Luciana Abreu | - Carolina Deslandes - Berg              | -      | -      | - Mimi Cat - - João Só - | Cláudia Vieira       | -           | [ 10 ]    |
| 8       | 19 mars 2017 | Rui Unas      | - Mickael Carreira - Carolina Patrocínio | -      | -      | - Mimi Cat - - João Só - | João Paulo Rodrigues | -           | [ 10 ]    |

### 11eémission
|         | Date         | Équipe        | Équipe | Équipe | Thèmes | Invités musicales | Incarnation          | Incarnation | Référence |
| Captain | Date         | Invités       | Points |        | Thèmes | Invités musicales | Incarnation          | Incarnation | Référence |
| ------- | ------------ | ------------- | ------ | ------ | ------ | ----------------- | -------------------- | ----------- | --------- |
| 8       | 26 mars 2017 | Luciana Abreu | -      | -      | -      | -                 | Cláudia Vieira       | -           |           |
| 8       | 26 mars 2017 | Rui Unas      | -      | -      | -      | -                 | João Paulo Rodrigues | -           |           |

## Versions internationales
| Pays  | Nom          | Nom                 | Présentateur | Chaîne | Première émission | Dernière émission | Ref. |
| Pays  | Origine      | Traduction          | Présentateur | Chaîne | Première émission | Dernière émission | Ref. |
| ----- | ------------ | ------------------- | ------------ | ------ | ----------------- | ----------------- | ---- |
| Suède | Gissa låten! | Devinez la chanson! | Ola Selmén   | SVT    | 24 septembre 2016 | 15 octobre 2016   |      |

## Application
Une application est disponible via Google Play sur Android et via l'App Store sur iOS. Cette dernière présente les questions en temps réel, avec les mêmes possibilités de réponses.